# Höstsonaten (Band)
Höstsonaten ist ein 1996 in Genua gegründetes Progressive-Rock-Projekt um Fabio Zuffanti.

## Details
Die Band ist benannt nach dem Filmdrama Herbstsonate von Ingmar Bergman.
Der Stil ist Symphonischer Prog, vergleichbar mit z. B. den frühen Genesis. Die Musiker rekrutieren sich größtenteils aus Zuffantis Stammband Finisterre, zusammen mit wechselnden Gastmusikern.
Das erste Album Höstsonaten erschien noch unter dem Bandnamen Finisterre Project, danach benannten sie sich nach dem Titel dieser CD um. Die vier von 2002 bis 2011 erschienenen Alben werden unter dem Titel „SeasonsCycle Suite“ zusammengefasst und bilden eine Sage über die Jahreszeiten. Die ersten beiden Alben wurden von Mellow Records produziert, dann folgte der Wechsel zu AMS Records.

## Diskografie

### Studioalben
- 1997: Höstsonaten (Mellow Records)
- 1998: Mirrorgames (Mellow Records)
- 2002: Springsong (AMS Records)
- 2008: Winterthrough (AMS Records)
- 2009: Autumnsymphony (AMS Records)
- 2011: Summereve (AMS Records)
- 2012: The Rime of the Ancient Mariner (Chapter One) (AMS Records)
- 2016: Symphony # 1: Cupid & Psyche

### Live-Alben
- 2013: The Rime of the Ancient Mariner (Chapter One) – Alive in Theatre